# John F. Reed
Pour les articles homonymes, voir John Reed et Reed.
John F. Reed (24 août 1908 - 29 septembre 1992), était un animateur américain.

## Filmographie
- 1940 : Pinocchio, effets d'animation (non crédité)
- 1940 : Fantasia séquence Une nuit sur le Mont Chauve, effets d'animation
- 1941 : Le Dragon récalcitrant (The Reluctant Dragon)
- 1942 : Bambi, animateur
- 1944 : Donald est de sortie (Donald's Off Day), animateur
- 1945 : Donald et le Fakir (The Eyes Have It), animateur
- 1945 : Donald et Dingo marins (No Sail), animateur
- 1946 : Chevalier d'un jour (A Knight for a Day), animateur
- 1948 : The Cuckoo, set designer
- 1954 : La Ferme des animaux (Animal Farm), réalisation pour l'animation